# М-63 (двигатель)

М-63 — советский авиационный звездообразный 9-цилиндровый двигатель, спроектированный в ОКБ А. Д. Швецова.
Являлся дальнейшим развитием двигателя М-62.
Проектирование начато в 1937 г., изготовление двух первых опытных образцов было осуществлено в 1938 г. В декабре 1938 г.  двигатель был предъявлен на государственные испытания. В январе 1939 г. госиспытания были успешно завершены. С 1939 г. двигатель серийно выпускался на заводе № 19 в городе Перми (с 1940 г. город назывался Молотов).
Решение о снятии с производства принято в декабре 1940 г. Всего было выпущено 3087 экземпляров.